# Centro Cultural Mauro Cunha
O Centro Cultural Mauro Cunha é um espaço cultural localizado no município brasileiro de Gurupi, Estado do Tocantins.
Localizado na Avenida Maranhão, 1507, setor central de Gurupi, foi inaugurado em 14 de novembro de 1998, na gestão do então prefeito Tadeu Gonçalves.
Conta com a Galeria de Artes Kathie Tejeda, salas para a Banda Municipal de Música Cinei Santos Miranda e para os ensaios do Coral Municipal Uirapuru.
Integram o complexo do centro, a Biblioteca Municipal Professora Deusina Martins Ribeiro,  com cerca de 10 mil títulos em seu acervo (dados de 2008), além do cine-teatro, que se encontra inacabado.